# Gerhard Fritzell
Gerhard Johansson Fritzell, född 4 mars 1855 i Strå, Östergötland, död 27 februari 1902 i Strå, var en svensk teckningslärare och landskapsmålare.
Han var son till skomakaren Carl Johan Johansson och Anna Kristina Johansson. Fritzell utbildade sig till teckningslärare vid Konstakademins elem. teckningsskola och vid Tekniska skolan i Stockholm. Efter studierna anställdes han som lärare vid Kalmar högre allmänna läroverk. Vid sidan av sitt arbete var han verksam som landskapsmålare.